# Zubin Potok (gmina)
Zubin Potok (serb. Зубин Поток, alb. Zubin Potokut) – gmina w Kosowie, w regionie Mitrovica. Jej siedzibą jest miasto Zubin Potok.

## Demografia
W 2011 roku ludność gminy szacowano na 15 200. Większość z nich stanowią etniczni Serbowie – 91%. Oprócz nich w gminie żyło 1300 Albańczyków.

## Polityka
W wyborach lokalnych przeprowadzonych w 2017 roku kandydaci Serbskiej Listy uzyskali 13 z 19 mandatów w radzie gminy. Frekwencja wyniosła 47,2%. Burmistrzem został Stevan Vulović. Wybory lokalne w 2023 roku zostały zbojkotowane przez ludność serbską; burmistrzem został Izmir Zeqiri, otrzymując 196 głosów (52,1%).